# Aldeasoña
Aldeasoña er en by og kommune i det centrale Spanien i provinsen Segovia. Den har et indbyggertal på 67 (2024) indbyggere.